# Sadney Urikhob
Sadney Urikhob (Windhoek, 20 gennaio 1992) è un calciatore namibiano, attaccante dell'Orlando Pirates e della nazionale namibiana.